# Karl Buzengeiger
Karl Heribert Ignatius Buzengeiger, ibland Carl  Heribert Ignatz, född den 16 mars 1771 i Tübingen, Hertigdömet Württemberg, död den 7 september 1835 i Freiburg im Breisgau, Kungariket Württemberg, var en tysk matematiker och mineralog.
Buzenberger studerade matematik och naturvetenskap under Christoph Friedrich Pfleiderer vid Tübingens universitet och blev 1819 professor i matematik vid Freiburgs universitet på Johann Gottlieb Friedrich von Bohnenbergers rekommendation. Från 1825 höll han även föreläsningar i mineralogi och utsågs sedermera till hovråd (Hofrat).
Han var bror till urmakaren, optikern och mekanikern Johann Wilhelm Gottlob Buzengeiger.

## Verk
Bland Buzengeigers verk märks:
- Uiber die wahre Darstellung des Differential Calculs, Ansbach 1808.
- Leichte und kurze Darstellung der Differential-Rechnung, Ansbach 1809.
- Lehrbuch der ebenen Trigonometrie und Polygonometrie, Groos, Karlsruhe 1847.